# Selección de fútbol de Corea del Norte
La selección de fútbol de Corea del Norte (조선민주주의인민공화국 축구 국가대표팀?, Joseonminjujuuiinmin-gonghwaguk Chukgu GukgadaepyotimRR), reconocida oficialmente por la FIFA como selección de fútbol de la República Popular Democrática de Corea, es el equipo representativo del país en las competiciones oficiales. Su organización está a cargo de la Asociación de Fútbol de Corea del Norte, afiliada a la AFC. Corea del Norte sorprendió con una buena actuación en su debut mundialista, alcanzando los cuartos de final en 1966, superando a Italia en la fase de grupos, siendo el primer equipo asiático de la historia en superar la fase de grupos.
Tras las clasificatorias asiáticas de la Copa Mundial de Fútbol de 2006, los seguidores del equipo se amotinaron, lo que interfirió con la salida de los oponentes del estadio, luego de que Corea del Norte no se clasificara. En 2009, se clasificó para la Copa Mundial de Fútbol de 2010, la segunda aparición en la Copa del Mundo en su historia. 
Corea del Norte se ha clasificado para la Copa Asiática de la AFC en cinco ocasiones; en 1980, cuando terminaron cuartos, en 1992, 2011, en 2015 y en 2019. El equipo actual se compone de dos norcoreanos nativos y japoneses afiliados al régimen.

## Historia
Si bien en la antigua Corea se practicaba un deporte parecido al fútbol actual, llamado chuk-gu, fue la presencia británica en el puerto de Incheon en 1882 la que introdujo el fútbol en la península. En 1921 se jugó el primer torneo coreano de fútbol y en 1928 fue creada la Asociación de Fútbol de Corea.
Tras la Segunda Guerra Mundial y la división ideológica de la península, en Corea del Norte se fundó la Asociación de Fútbol de la República Democrática de Corea. Corea del Norte tiene una altísima rivalidad política con su hermana Corea del Sur, a tal punto que los encuentros entre ambos seleccionados se juegan en campo neutral.

### Mundial 1966
Su mayor éxito fue en su primera participación en la Copa Mundial de Fútbol de 1966, realizada en Inglaterra. Allí sobrepasó al combinado de Italia y empató con el combinado de Chile, siendo el primer equipo asiático en la historia del torneo en pasar a segunda fase. En su partido de cuartos de final, Corea del Norte marcaba la sorpresa al ir derrotando a Portugal por 3:0, pero el partido terminó 5:3 a favor de los portugueses tras cuatro goles de Eusébio, quien finalmente sería el goleador del evento. El documental The game of their lives de Dan Gordon trata sobre los siete jugadores de dicho partido que sobrevivían en 2002.

### Post mundial (1967-1980)
Después de la Copa del Mundo de 1966, la selección de Corea del Norte rara vez participó en las clasificatorias o campeonatos organizados por la AFC. No participaron en los Juegos Olímpicos de la Ciudad de México en 1968 y tampoco se inscribieron para la clasificación en la Copa Asiática del mismo año. Para las clasificatorias de la Copa Mundial de México 1970, Corea del Norte, a pesar de su buen desempeño en el torneo anterior realizado en Inglaterra en 1966, se negó a jugar contra Israel por razones políticas. Participaron en las clasificatorias para los Juegos Olímpicos de 1972, donde llegaron a la final pero fueron eliminados por Irán en el tercer juego de desempate con un marcador de 2-0.
En mayo de 1973, el equipo era dirigido por el destacado futbolista norcoreano Pak Seung-jin. Durante la fase clasificatoria disputada en Teherán, Corea del Norte quedó en el grupo 2 junto al país anfitrión, Irán, Siria y Kuwait. Sin embargo, no lograron clasificarse y quedaron en tercer lugar del grupo.
En 1975, Corea del Norte participó por primera vez en la clasificación para la Copa Asiática de Naciones. La edición de 1976 se realizó en Irán. En el Grupo 3, junto a Japón y Singapur, los Chollimas terminaron en primer lugar. Luego disputaron la semifinal contra Hong Kong, ganando el juego en la tanda de penales por 11-10, para clasificarse a la final y derrotar a China por 2-0, asegurando así su participación en el torneo de Irán. Sin embargo, nuevamente por razones políticas, se retiraron del campeonato.
Al año siguiente, bajo el liderazgo del ex-delantero Pak Doo-ik, el equipo se clasificó por segunda vez en su historia para el torneo olímpico de fútbol. A diferencia de la edición de 1964, donde no pudieron participar por razones políticas, esta vez pudieron competir en Canadá. Lideraron las clasificaciones de manera brillante, obteniendo el primer lugar en el grupo 2 (contra Indonesia, Malasia, Singapur y Papúa Nueva Guinea). Luego ganaron la final en la tanda de penales contra Indonesia. En Montreal, se clasificaron en el grupo 3 junto a otras dos selecciones: el país anfitrión (Canadá) y la URSS. Los norcoreanos vencieron a Canadá 5-3, pero luego perdieron ante los soviéticos, terminando en segundo lugar del grupo y clasificándose para los cuartos de final, donde fueron derrotados por Polonia con un marcador de 5-0.
En las clasificatorias para la Copa Mundial de Argentina 1978, Corea del Norte decidió no participar, alegando razones políticas porque tendría que compartir grupo con la selección israelí.
En 1980, asumió la dirección del equipo el exfutbolista Yang Seung-kook. Los norcoreanos participaron en la fase final de la Copa Asiática de 1980 organizada por Kuwait. Después de las clasificatorias exitosas contra Tailandia y Malasia, terminaron en segundo lugar en el Grupo 1 de la Copa Asiática, detrás de Irán, campeón defensor. En las semifinales se enfrentaron a su clásico rival, Corea del Sur, siendo eliminados por este equipo con un marcador de 2-1. Luego, en el partido por el tercer lugar, fueron derrotados por Irán con un marcador de 3-0, quedando en el cuarto lugar. Esta fue la mejor participación de Corea del Norte en una Copa Asiática.

### Segunda participación en Copa Asiática y fracaso en diversas clasificatorias (1981-1992)
En 1981 asume de entrenador, el exfutbolista Han Bong-zin para participar en las Clasificatorias de la Copa Mundial de España 1982. En el grupo de clasificación queda en el primer puesto, sobre Hong Kong y Singapur, esto le permite participar en la siguiente ronda de semifinales frente a la selección de Japón, ganando dicho partido por uno a cero. La final del grupo 4 es contra China, en donde el equipo norcoreano pierde por cuatro a dos, así quedando eliminado de la Copa Mundial de 1982 que se jugaría en España.
Al año siguiente Pak Doo Ik toma el cargo de entrenador de la selección que participó en los IX Juegos Asiáticos, celebrados en Nueva Delhi, India. El curso de Corea del Norte es bastante bueno ya que, después de pasar la primera ronda de grupos (los empates contra Siria y Arabia Saudita, agregando la victoria contra Tailandia), los norcoreanos más tarde eliminan a China por uno cero, en la ronda de eliminación, accediendo a las semifinales de la competición, sin embargo el camino hacia la final sería truncado a manos del equipo de Kuwait por el marcador de tres a dos, cuando el árbitro Vijit Getkaew pita el final del juego, tanto cuerpo técnico como jugadores agreden físicamente al referí del encuentro junto con el juez de línea, para que el incidente no pasara a mayores tuvo que intervenir la fuerza policial india. Inmediatamente la AFC sanciona a la selección norcoreana con una suspensión de dos años sin poder participar en ninguna competición, incluida la semifinal que tenía que disputar contra Arabia Saudita, quien recibió la medalla de bronce, con un marcador simbólico de dos a cero. Las competiciones que perdió por este castigo fueron las clasificatorias a la Copa Asiática de 1984 y para el torneo de fútbol de los Juegos Olímpicos de Los Ángeles, que de todas formas son boicoteados por los países socialistas incluido Corea del Norte.
La selección permanece casi cuatro años sin jugar partidos oficiales. Para la Copa Mundial de 1986 en México, reaparece el equipo de Corea del Norte, con el entrenador Jong Yong-song donde fue colocado en el Grupo 8 con Japón y Singapur, dos naciones que había vencido cuatro años antes. Esta vez, son los japoneses, liderados por Hiromi Hara, quienes terminan en la parte superior del grupo y continúan su campaña de calificación.
En 1988, Corea del Norte decide no participar en los Juegos Olímpicos de Seúl debido a que buscaba una organización conjunta con su vecino del Sur, petición que fue rechazada por el Comité Olímpico Internacional, lo que provocó el boicot de Corea del Norte. En el mismo año Corea del Norte participa en la clasificatorias a la Copa Asiática de 1988 en Doha, Catar. Ocupa el tercer lugar en su grupo de clasificación, detrás de Siria e Irán, ambos clasificados para el torneo de Catar.    
En 1989, Pak Doo Ik vuelve a ser el entrenador del equipo nacional, para participar en las Clasificatorias del mundial de Italia 1990, los norcoreanos terminaron en la cima de su grupo en la primera ronda, por delante de Japón, Indonesia y Hong Kong, ganando sus tres partidos en casa. En la ronda final, jugada en Singapur, un solo grupo de los seis clasificados de la primera ronda, terminaron en último lugar, ganando solo un partido contra Catar. En 1990, Corea del Norte participó en la edición inaugural de la Dynasty Cup (actualmente corresponde al Campeonato de Fútbol del Este de Asia), una competencia regional que reúne a cuatro selecciones de Asia Oriental. El equipo estaba entrenado por Kim Jong-min, participaron China, Corea del Sur y Japón, en donde el equipo norcoreano solo logró vencer a Japón por uno a cero, quedando así tercero del grupo.
En 1991, la Asociación de Fútbol de Corea del Norte contrataría por primera vez en su historia a un entrenador no norcoreano, se trataría del entrenador húngaro, Pál Csernai al comienzo fue un contrato a prueba que tenía una duración de seis meses con los objetivos de calificar la selección para las finales de la Copa de Asia de 1992 en Japón y si tienen éxito, intentar llevar a Corea del Norte a la Copa del Mundo de los Estados Unidos de 1994. Su partido de debut fue un amistoso frente al equipo de Estados Unidos en Washington. los visitantes superaron a los locales por dos goles a uno en donde se lo celebró como una victoria política, más que un amistoso. Este amistoso permitió a Csernai tener un contrato oficial con la federación.   
La clasificación para la competencia continental fue la siguiente: En el Grupo 4, que alberga los partidos en Pionyang, Corea del Norte termina adelante de Macao, Hong Kong y Taiwán. Se clasifica por segunda vez en su historia para la Copa de Asia, doce años después de su exitoso cuarto lugar en Kuwait. El equipo dirigido por Csernai están en el Grupo 1, junto con el país anfitrión, Japón, Irán y los Emiratos Árabes Unidos. La participación termina en la fase de grupos sin lograr ganar ningún partido y solo rescatar un empate a uno frente a Japón.
En 1992, Corea del Norte ingresa al torneo preolímpico de los Juegos Olímpicos de Barcelona, después de dos retiros consecutivos. Colocado en el grupo E, Pionyang es elegido, con Pekín, para dar la bienvenida a los partidos de clasificación. Pero no logra clasificarse después de perder el último partido del grupo con China por uno a cero, como consecuencia queda detrás de China y por delante de Singapur, Maldivas y Nepal. Justo después del preolímpico de los Juegos Olímpicos de Barcelona, la selección participa en la segunda edición de la Dynasty Cup, todavía organizada en China. El equipo nacional enfrenta a Corea del Sur, Japón y el local China, quedó en el tercer puesto del grupo, con dos empates y una derrota.

### Periodo de retiros (1993-2005)
Para las clasificatorias para la Copa Mundial de EE. UU., el equipo de Corea del Norte dirigido por Pál Csernai, es colocado en el Grupo C (coorganizado en Doha, Catar y Singapur en la primavera de 1993), Corea del Norte terminó invicto en primer lugar, superando a Catar, Singapur, Indonesia y Vietnam. La siguiente ronda toma la forma de un grupo único de seis ganadores de la primera ronda y los partidos se juegan nuevamente en Doha. Desafortunadamente para los norcoreanos, después de una victoria inaugural contra Irak (3-2), después de esta victoria, vendrían cuatro derrotas consecutivas, contra Arabia Saudita, Japón, Irán y Corea del Sur, con estos resultados quedaría fuera de mundial. El entrenador Csernai dimitiría de su contrato para volver a Hungría pese a la insistencia de la Asociación de Fútbol de Corea del Norte para que siguiera en el cargo.
En este período el equipo de Corea del Norte permanece inactivo mucho tiempo, debido a problemas económicos y sociales, conocido como "La ardua marcha", en el que la Asociación de Fútbol de Corea del Norte no participa en ninguna competencia regional, ni continental, ni mundial. Sumándole que en 1994 fallece Kim Il-sung y su hijo Kim Jong Il toma el mando del país provoca que tal ausencia de juego en el año 1998, Corea del Norte cayera al lugar 181 del ranking de la FIFA, el peor lugar en la historia del fútbol de este país.
En el año 2000, la selección reaparece con el entrenador Myong Dong-chan para participar en las clasificatorias de la Copa Asia 2000, se encuentra en el Grupo 8 con Tailandia, Malasia y Taiwán, el equipo de Myong Dong-chan no logró clasificar debido a la derrota sufrida contra Tailandia, quienes obtienen su boleto para el torneo final, organizado en el Líbano. El mismo año participa del preolímpico de fútbol de los Juegos olímpicos de Sdney 2000, en donde estuvo en el grupo 7 junto a Vietnam, Birmania, China, Malasia, Nepal y Filipinas, en partidos de ida y vuelta logró superar a todos las selecciones mencionadas anteriormente salvo a China quien le ganaría los dos encuentros (0-1 y 2-0), como consecuencia de estos resultados quedaría en segundo lugar y eliminado de la siguiente ronda de clasificación. También en el año 2000, la federación nuevamente decidió retirar al equipo, retirándolo de las clasificatorias para la Copa Mundial 2002, organizados conjuntamente por Japón y Corea del Sur, y también del Campeonato de Fútbol del Este de Asia 2003 debido a disputas políticas con las naciones organizadoras.
En 2003, fue con Yun Jong-su en el banquillo que los norcoreanos comenzaron la campaña de clasificación para la próxima Copa de Naciones de Asia, que se celebrará en China. Después de una ronda preliminar en la que los se enfrenta a la selección de la India (2-0, 1-1), luego clasifica a la siguiente ronda, quedan en el grupo, detrás de Irán, Jordania y Líbano, sin incluso ganar un solo partido, logrando un empate 1-1 en el Líbano. 
En el duelo, contra la selección iraní, el partido fue abandonado al minuto 61 luego de que los jugadores de Corea del Norte abandonaran el campo por la pirotecnia lanzada desde la gradería; a pesar de la insistencia del árbitro para que regresaran al partido, Corea del Norte se rehusó. El partido terminó con victoria acreditada para Irán con marcador de 3-0, pero Irán su siguiente partido oficial debía de jugar a puerta cerrada. Luego el último partido no se jugó debido a que los oficiales de migración de Corea del Norte no le otorgaron visas al equipo de Jordania, por lo que les fue negada la entrada al país. El partido fue acreditado como victoria por marcador de 3–0 para Jordania y Corea del Norte fue suspendido de las competiciones de la AFC y de la clasificación para la Copa Asiática 2007.
En el mismo año Corea del Norte participa en el preolímpico de fútbol para los Juegos Olímpicos 2004, en donde se enfrentó en la primera ronda a Irak, en partidos de ida y vuelta; el primer partido se disputó en Pyonyang en donde los norcoreanos ganaron dos a cero, pero en la vuelta en Bagdad perdió cuatro a uno, el marcador global quedó cuatro a tres, lo que significó la eliminación de Corea del Norte.
En año 2005, con Yun Jong-su de entrenador, los norcoreanos vuelven a participar de unas eliminatorias doce años después de su última campaña, esta vez para la Copa Mundial 2006, que se disputará en Alemania. En el grupo 5 terminan en el primer lugar sobre los equipos de Emiratos Árabes Unidos, Tailandia y Yemen. En la siguiente ronda, estaría en el grupo B, junto a Irán, Japón y Baréin, en partidos de ida y vuelta. El equipo norcoreano solo consiguió una victoria de visita frente Baréin en el último partido de las clasificatorias quedando eliminado con tan solo tres puntos.
Meses más tarde, retornaría a la Copa del Este asiático, después de trece años de ausencia en la ronda de clasificación, Corea del Norte rompe su récord de mayor goleada, apabullando a la selección de fútbol de Guam por 21-0.

### La primera estrella y el retorno al mundial (2006-2010)
La pena impuesta por la AFC a Corea del Norte no le permite participar en la clasificación para la Copa de Naciones Asiáticas de 2007, que se celebra en cuatro países del sudeste asiático (Vietnam, Tailandia, Indonesia y Malasia). Con el entrenador Kim Jong-hun a la cabeza, la selección se participa en el 2008 en la Copa Desafío AFC, una competencia reservada para las naciones llamadas en desarrollo por la federación continental y cuyo ganador obtiene su calificación directa para la Copa Asiática 2011, La selección norcoreana hace una buena participación que termina en el tercer lugar, después de una derrota en la semifinal contra Tayikistán y una victoria (4-0) en el partido de por el tercer lugar contra Birmania. 
En el mismo año comienza la fase clasificatoria que abarcó 20 meses y 16 partidos. En la primera ronda clasificatoria de la zona asiática, el equipo dio buena cuenta de Mongolia, a la que goleó tanto en casa como fuera para quedar exento de la siguiente eliminatoria (4-1 y 5-1). En la tercera ronda se encuentra en el Grupo 3, participa junto con Jordania, Turkmenistán y Corea del Sur. La clasificatoria continúa para los hombres de Kim gracias a un segundo lugar detrás de los surcoreanos, ganado sin ninguna derrota y sin recibir ningún gol.
En la siguiente ronda, nuevamente se la coloca con Corea del Sur en un grupo, junto con Irán, Arabia Saudita y los Emiratos Árabes Unidos. El 17 de junio de 2009, la selección norcoreana logra su clasificación para la Copa Mundial de Fútbol de 2010, la que será su segunda participación en este evento, después de empatar sin goles contra Arabia Saudita en Riad, eliminando a Irán y llevando a los saudíes a la repesca. Los enfrentamientos de local contra la selección de Corea del Sur se jugaron en China, debido a los problemas políticos entre ambos países, el gobierno de Kim Jong-il se negó que tanto la bandera e himno de Corea del Sur hiciera presencia en su país, debido a lo anterior se jugó en Shanghái.
Para prepararse para la Copa del Mundo y acostumbrarse al estilo de juego europeo, la selección norcoreana organiza en el otoño de 2009 un curso de preparación, en Francia, en la región de Nantes, 44 años después de su última aparición en Europa. En esta ocasión, juegan dos partidos amistosos: contra el FC Nantes el 9 de octubre en La Roche-sur-Yon y contra la selección del Congo en Le Mans, ambos partidos terminaron empatados sin goles.

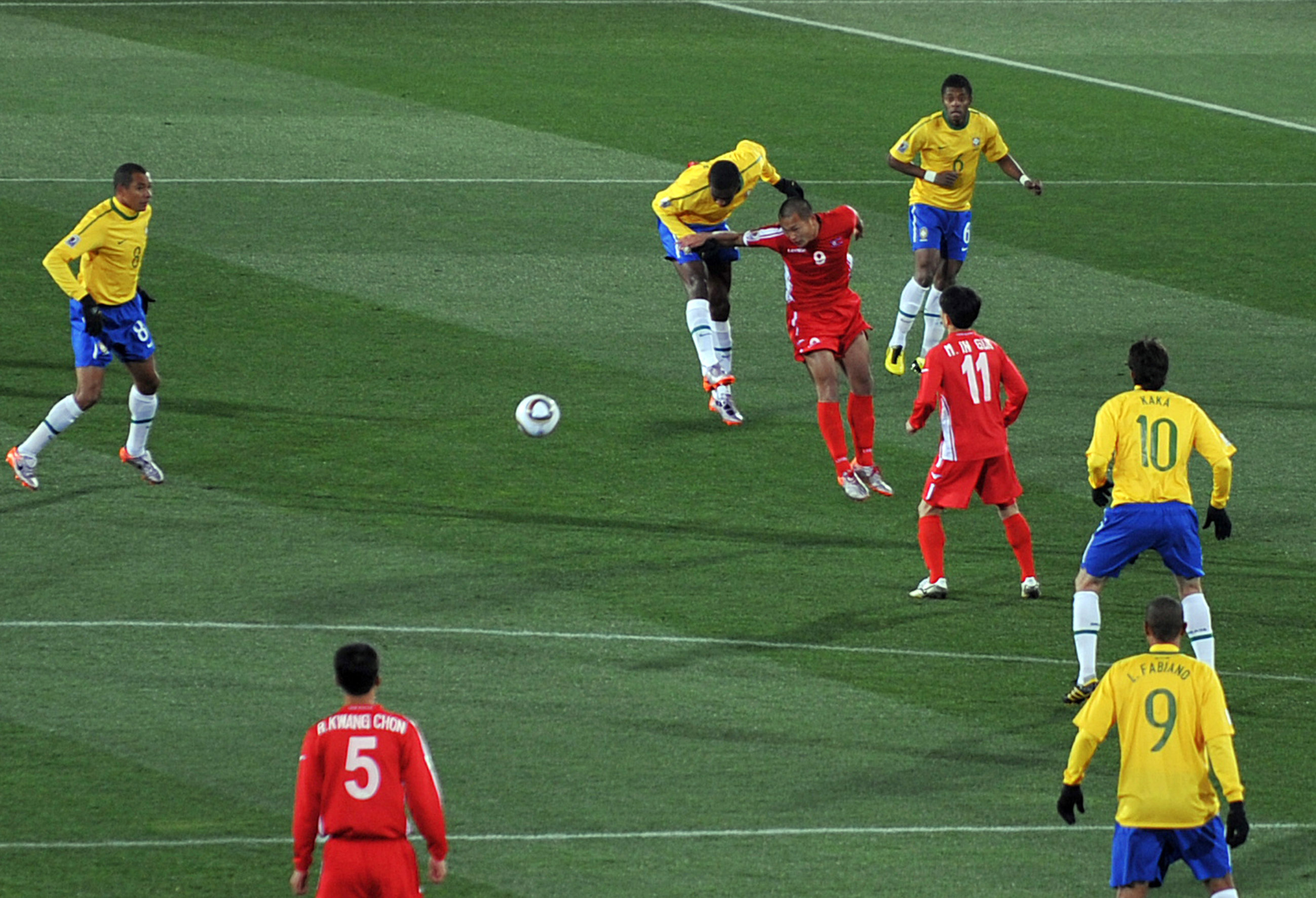
Primer partido de Corea del Norte en el Mundial de Sudáfrica contra Brasil.

A principios de 2010, unos meses antes de la Copa del Mundo, Corea del Norte participó en la tercera edición de la Copa Desafío AFC, que se jugó en Sri Lanka. Hay mucho en juego, ya que el ganador se clasifica automáticamente para la Copa Asiática de Naciones 2011. Los Chollimas, aún liderados por Kim Jong-hun, tienen una buena participación. Después de terminar en la cima de su grupo en la primera ronda, empatando con Turkmenistán y más tarde derrota a Kirguistán (4-0) y la India (3-0). En la semifinal golea a Birmania (5-0) y en la final se encuentra con la selección turcomana, venciéndola en penales (5-4). Con la victoria en la final, Corea del Norte consigue su primer título en el fútbol masculino. A finales de año, los norcoreanos no lograron clasificarse para el grupo final de la Copa del este Asiático, después de empatar con Hong Kong, la diferencia de gol no fue suficiente para clasificarse a la siguiente ronda.   

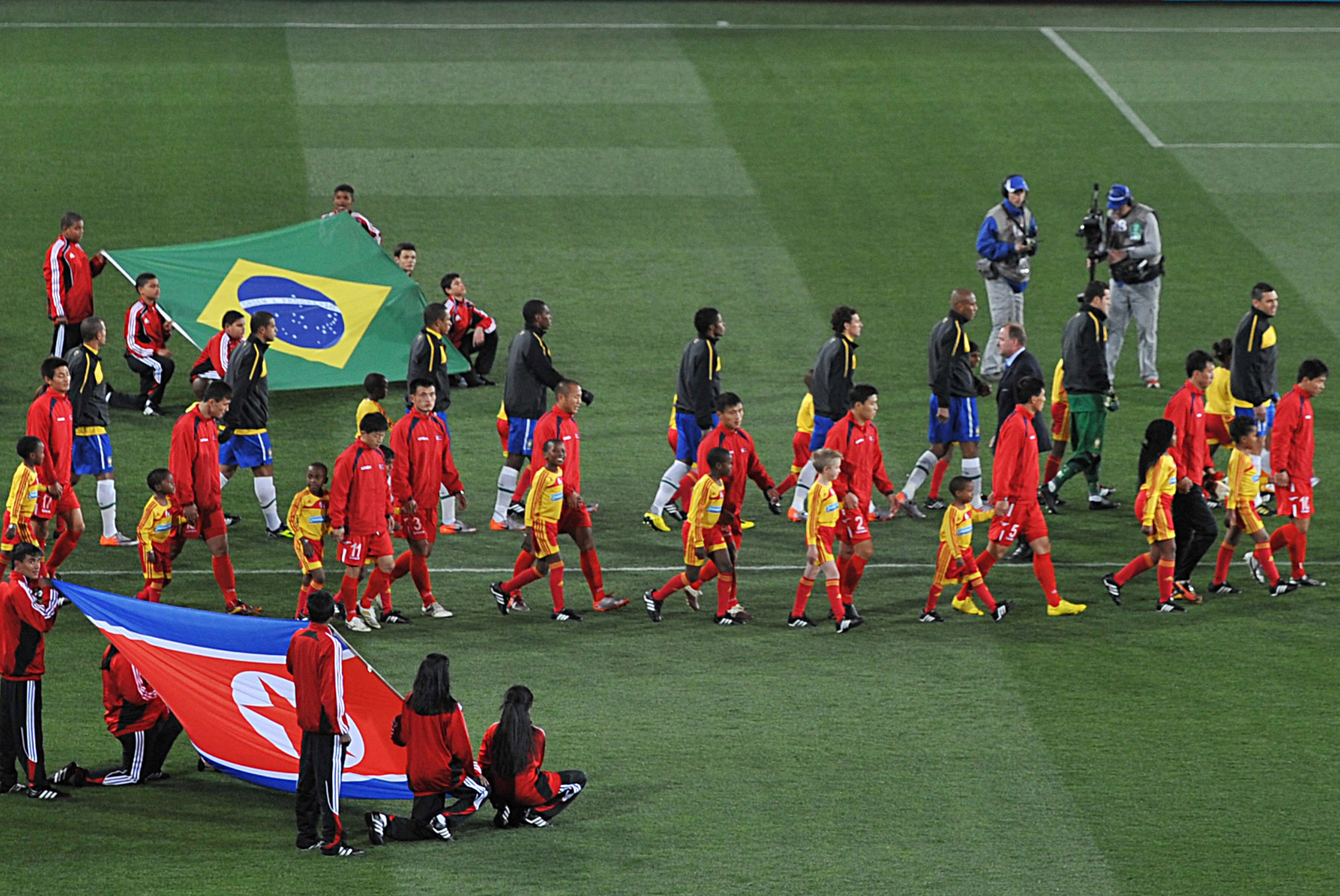
Entrada de equipos de Brasil y Corea del Norte en la primera ronda de la Copa del Mundo 2010

El viernes 4 de diciembre de 2009, se realizó el sorteo de grupos de la Copa Mundial de Sudáfrica 2010 en la Ciudad del Cabo en donde Corea del Norte quedó en el Grupo G junto a Brasil, Portugal y Costa de Marfil.
El conjunto norcoreano perdió su primer partido de grupo frente a Brasil, por 2-1, para luego ser humillado 7-0 contra Portugal. Ya eliminado, en la clausura de su participación, es nuevamente derrotado por el combinado de Costa de Marfil por 3-0, cerrando una participación penosa, al recibir 12 goles en 3 partidos.

### Algunos logros y tiempos difíciles (2011-Actualidad)
Después de la Copa Mundial de la FIFA Sudáfrica 2010, Kim Jong-hun fue removido de su cargo y fue reemplazado por el entrenador interino Jo Tong-sop. Seis meses después, Corea del Norte participó en la Copa Asiática 2011. El equipo logró empatar 0-0 contra los Emiratos Árabes Unidos, pero sufrió dos derrotas por 1-0 contra Irán e Irak, lo que resultó en su eliminación del campeonato.
En noviembre de 2011, comenzó la Clasificación de AFC para la Copa Mundial de Fútbol de 2014 para Corea del Norte. Yun Jong-su relevó a Jo Tong-sop y se hizo cargo de la selección nacional. Participaron en el Grupo C, junto a Japón, Tayikistán (que se benefició por la descalificación de Siria) y Uzbekistán. El equipo norcoreano cayó en su debut contra Japón, perdiendo 1-0 como visitante, pero logró una victoria por 1-0 sobre Tayikistán. Sin embargo, sufrieron una derrota por el mismo marcador contra la selección uzbeka en su partido en casa. El 15 de noviembre se enfrentaron a Japón en Pionyang, en el estadio Kim Il-sung, con una asistencia de 50.000 espectadores. Aunque se permitió la presencia de 150 seguidores japoneses, estos fueron sometidos a controles exhaustivos durante cuatro horas en su llegada al Aeropuerto Internacional de Pionyang, en una recepción "estricta" donde se les advirtió que no ondearan banderas japonesas. La afición norcoreana abucheó el himno nacional de Japón Por otro lado, en la RPDC se vivió una celebración por el triunfo de su selección que se extendió hasta altas horas de la madrugada. En último partido, Corea del Norte empató 1-1 contra Tayikistán quedando en el tercer lugar del grupo con 7 puntos, eliminado de la Copa Mundial de Brasil 2014.
En 2012, la selección de Corea del Norte participó en la Copa Desafío de la AFC 2012 que tuvo lugar en Nepal. Durante el torneo, Jong Il-gwan anotó su primer gol con la selección adulta contra Nepal, y el equipo se consagró campeón al vencer en la final por 1-2 a Turkmenistán.

## Últimos partidos y próximos encuentros
Actualizado al último partido jugado el 10 de junio de 2025
| Fecha      | Ciudad   | Local           | Resultado | Visitante       | Competición                     |
| ---------- | -------- | --------------- | --------- | --------------- | ------------------------------- |
| 29-08-2024 | Amán     | Jordania        | 2:1       | Corea del Norte | Partido amistoso                |
| 05-09-2024 | Taskent  | Uzbekistán      | 1:0       | Corea del Norte | Clasificación Copa Mundial 2026 |
| 10-09-2024 | Vientián | Corea del Norte | 2:2       | Catar           | Clasificación Copa Mundial 2026 |
| 10-10-2024 | Al Ain   | Emiratos Árabes | 1:1       | Corea del Norte | Clasificación Copa Mundial 2026 |
| 15-10-2024 | Biskek   | Kirguistán      | 1:0       | Corea del Norte | Clasificación Copa Mundial 2026 |
| 14-11-2024 | Vientián | Corea del Norte | 2:3       | Irán            | Clasificación Copa Mundial 2026 |
| 19-11-2024 | Vientián | Corea del Norte | 0:1       | Uzbekistán      | Clasificación Copa Mundial 2026 |
| 17-02-2025 | Antalya  | Kazajistán      | 0:2       | Corea del Norte | Partido amistoso                |
| 14-03-2025 | Amán     | Jordania        | 1:1       | Corea del Norte | Partido amistoso                |
| 20-03-2025 | Doha     | Catar           | 5:1       | Corea del Norte | Clasificación Copa Mundial 2026 |
| 25-03-2025 | Riad     | Corea del Norte | 1:2       | Emiratos Árabes | Clasificación Copa Mundial 2026 |
| 05-06-2025 | Riad     | Corea del Norte | 2:2       | Kirguistán      | Clasificación Copa Mundial 2026 |
| 10-06-2025 | Teherán  | Irán            | 3:0       | Corea del Norte | Clasificación Copa Mundial 2026 |

## Jugadores

### Última convocatoria
Convocados para la Clasificación de AFC para la Copa Mundial de Fútbol 2026, partidos disputados el 20 y 25 de marzo de 2025.
| N.º | Nombre          | Posición       | Edad    | PJ | Goles | Club        |
| --- | --------------- | -------------- | ------- | -- | ----- | ----------- |
| 1   | Kang Ju-hyok    | Guardameta     | 28 años | 14 | 0     | Hwaebul     |
| 18  | Hong Kil-ryong  | Guardameta     | 20 años | 0  | 0     | Hwaebul     |
| 21  | Yu Kwang-jun    | Guardameta     | 24 años | 2  | 0     | Ryomyong    |
| 2   | Kim Jin-hyok    | Defensa        | 23 años | 2  | 0     | Sonbong     |
| 3   | Jang Kuk-chol   | Defensa        | 31 años | 73 | 5     | Hwaebul     |
| 5   | Jong Hwi-nam    | Defensa        | 22 años | 3  | 0     | Desconocido |
| 12  | Choe Ryong-il   | Defensa        | 21 años | 2  | 0     | 25 de abril |
| 16  | Kim Yu-song     | Defensa        | 22 años | 14 | 2     | Amnokgang   |
| 19  | Kim Sung-hye    | Defensa        | 22 años | 4  | 0     | Sonbong     |
| 23  | Jong Kum-song   | Defensa        | 28 años | 5  | 0     | Rimyongsu   |
| 6   | Kye Tam         | Centrocampista | 24 años | 4  | 0     | Ryomyong    |
| 15  | Ra Myong-song   | Centrocampista | 22 años | 3  | 0     | Desconocido |
| 17  | Kang Kuk-chol   | Centrocampista | 25 años | 28 | 1     | Rimyongsu   |
| 20  | Paek Chung-song | Centrocampista | 25 años | 14 | 0     | Ryomyong    |
| 22  | Han Chung-guk   | Centrocampista | 23 años | 1  | 0     | Desconocido |
|     | Kim Kuk-bom     | Delantero      | 30 años | 20 | 0     | Ryomyong    |
| 4   | Ri Kum-chol     | Delantero      | 21 años | 2  | 0     | 25 de abril |
| 7   | Kim Kuk-jin     | Delantero      | 24 años | 11 | 0     | Kigwancha   |
| 10  | Ri Il-song      | Delantero      | 21 años | 13 | 4     | Ryomyong    |
| 11  | Pak Kwang-hun   | Delantero      | 28 años | 5  | 1     | Rimyongsu   |
| 13  | Choe Kuk        | Delantero      | 20 años | 2  | 0     | Wolmido     |
| 14  | Ri Kwang-myong  | Delantero      | 20 años | 2  | 0     | Desconocido |
|     | Ri Jo-guk       | Delantero      | 23 años | 9  | 3     | Ryomyong    |

### Recientemente convocados
Los siguientes jugadores han sido nominados en partidos anteriores de la Clasificación de AFC para la Copa Mundial de Fútbol 2026.
| Nombre          | Posición       | Edad    | PJ | Goles | Club        | Última Convocatoria                    |
| --------------- | -------------- | ------- | -- | ----- | ----------- | -------------------------------------- |
| Choe Jin-nam    | Defensa        | 26 años | 0  | 0     | Ryomyong SC | vs. Japón - Eliminatorias Asiáticas    |
| Kim Kyong-sok   | Defensa        | 25 años | 1  | 0     | Sonbong     | vs. Japón - Eliminatorias Asiáticas    |
| Mun In-ju       | Centrocampista | 25 años | 1  | 0     | FC Gifu     | vs. Japón - Eliminatorias Asiáticas    |
| Kwon Hyok-jun   | Centrocampista | 28 años | 0  | 0     | Desconocido | vs. Birmania - Eliminatorias Asiáticas |
| Choe Song-hyok  | Centrocampista | 27 años | 3  | 0     | Desconocido | vs. Birmania - Eliminatorias Asiáticas |
| Pak Kwang-ryong | Delantero      | 32 años | 42 | 14    | Desconocido | vs. Birmania - Eliminatorias Asiáticas |
| Ri Hyong-jin    | Delantero      | 32 años | 7  | 3     | 25 de abril | vs. Birmania - Eliminatorias Asiáticas |

## Entrenadores
- Myong Rye-hyun (1966)[48]
- Pak Doo-ik (1976)[49]
- Myeong Dong-chan (1990)[50]
- Moon Ki-nam (1990)[51]
- Pál Csernai (1991–1993)[52][53]
- Moon Ki-nam (2000)[51]
- Ri Jong-man (2000)[51]
- Ri Jong-man (2002)[54]
- Kim Jong-hun (2010)[55]
- Jo Tong-sop (2010–2011)[55][56]
- Yun Jong-su (2012)[56]
- Yun Jong-su (?–2014)[56]
- Jo Tong-sop (2014–?)[56]
- Kim Chang-bok (2015)[57][58]
- Jørn Andersen (2016–2018)[59][60]
- Sin Yong-nam (2023–presente)[1]

## Estadísticas

### Copa Mundial de Fútbol
| Copa Mundial de Fútbol | Copa Mundial de Fútbol  | Copa Mundial de Fútbol  | Copa Mundial de Fútbol  | Copa Mundial de Fútbol  | Copa Mundial de Fútbol  | Copa Mundial de Fútbol  | Copa Mundial de Fútbol  |
| Año                    | Ronda                   | J                       | G                       | E                       | P                       | GF                      | GC                      |
| ---------------------- | ----------------------- | ----------------------- | ----------------------- | ----------------------- | ----------------------- | ----------------------- | ----------------------- |
| 1930 - 1954            | No existía la selección | No existía la selección | No existía la selección | No existía la selección | No existía la selección | No existía la selección | No existía la selección |
| 1958 - 1962            | No participó            | No participó            | No participó            | No participó            | No participó            | No participó            | No participó            |
| 1966                   | Cuartos de final        | 4                       | 1                       | 1                       | 2                       | 5                       | 9                       |
| 1970                   | Se retiró               | Se retiró               | Se retiró               | Se retiró               | Se retiró               | Se retiró               | Se retiró               |
| 1974                   | No clasificó            | No clasificó            | No clasificó            | No clasificó            | No clasificó            | No clasificó            | No clasificó            |
| 1978                   | Se retiró               | Se retiró               | Se retiró               | Se retiró               | Se retiró               | Se retiró               | Se retiró               |
| 1982                   | No clasificó            | No clasificó            | No clasificó            | No clasificó            | No clasificó            | No clasificó            | No clasificó            |
| 1986                   | No clasificó            | No clasificó            | No clasificó            | No clasificó            | No clasificó            | No clasificó            | No clasificó            |
| 1990                   | No clasificó            | No clasificó            | No clasificó            | No clasificó            | No clasificó            | No clasificó            | No clasificó            |
| 1994                   | No clasificó            | No clasificó            | No clasificó            | No clasificó            | No clasificó            | No clasificó            | No clasificó            |
| 1998                   | No participó            | No participó            | No participó            | No participó            | No participó            | No participó            | No participó            |
| 2002                   | No participó            | No participó            | No participó            | No participó            | No participó            | No participó            | No participó            |
| 2006                   | No clasificó            | No clasificó            | No clasificó            | No clasificó            | No clasificó            | No clasificó            | No clasificó            |
| 2010                   | Fase de grupos          | 3                       | 0                       | 0                       | 3                       | 1                       | 12                      |
| 2014                   | No clasificó            | No clasificó            | No clasificó            | No clasificó            | No clasificó            | No clasificó            | No clasificó            |
| 2018                   | No clasificó            | No clasificó            | No clasificó            | No clasificó            | No clasificó            | No clasificó            | No clasificó            |
| 2022                   | Se retiró               | Se retiró               | Se retiró               | Se retiró               | Se retiró               | Se retiró               | Se retiró               |
| 2026                   | No clasificó            | No clasificó            | No clasificó            | No clasificó            | No clasificó            | No clasificó            | No clasificó            |
| 2030                   | Por disputarse          | Por disputarse          | Por disputarse          | Por disputarse          | Por disputarse          | Por disputarse          | Por disputarse          |
| 2034                   | Por disputarse          | Por disputarse          | Por disputarse          | Por disputarse          | Por disputarse          | Por disputarse          | Por disputarse          |
| Total                  | 2/23                    | 7                       | 1                       | 1                       | 5                       | 6                       | 21                      |

### Copa Asiática
| Copa Asiática | Copa Asiática  | Copa Asiática | Copa Asiática | Copa Asiática | Copa Asiática | Copa Asiática | Copa Asiática |
| Año           | Ronda          | J             | G             | E             | P             | GF            | GC            |
| ------------- | -------------- | ------------- | ------------- | ------------- | ------------- | ------------- | ------------- |
| 1956 - 1972   | No participó   | No participó  | No participó  | No participó  | No participó  | No participó  | No participó  |
| 1976          | Se retiró      | Se retiró     | Se retiró     | Se retiró     | Se retiró     | Se retiró     | Se retiró     |
| 1980          | Cuarto lugar   | 6             | 3             | 0             | 3             | 10            | 12            |
| 1984          | No participó   | No participó  | No participó  | No participó  | No participó  | No participó  | No participó  |
| 1988          | No clasificó   | No clasificó  | No clasificó  | No clasificó  | No clasificó  | No clasificó  | No clasificó  |
| 1992          | Fase de grupos | 3             | 0             | 1             | 2             | 2             | 5             |
| 1996          | No participó   | No participó  | No participó  | No participó  | No participó  | No participó  | No participó  |
| 2000          | No clasificó   | No clasificó  | No clasificó  | No clasificó  | No clasificó  | No clasificó  | No clasificó  |
| 2004          | No clasificó   | No clasificó  | No clasificó  | No clasificó  | No clasificó  | No clasificó  | No clasificó  |
| 2007          | Suspendido     | Suspendido    | Suspendido    | Suspendido    | Suspendido    | Suspendido    | Suspendido    |
| 2011          | Fase de grupos | 3             | 0             | 1             | 2             | 0             | 2             |
| 2015          | Fase de grupos | 3             | 0             | 0             | 3             | 2             | 7             |
| 2019          | Fase de grupos | 3             | 0             | 0             | 3             | 1             | 14            |
| 2023          | Se retiró      | Se retiró     | Se retiró     | Se retiró     | Se retiró     | Se retiró     | Se retiró     |
| 2027          | Clasificado    | Clasificado   | Clasificado   | Clasificado   | Clasificado   | Clasificado   | Clasificado   |
| Total         | 6/19           | 18            | 3             | 2             | 13            | 15            | 40            |

## Torneos regionales

### Campeonato de Fútbol de Asia Oriental(EAFF)
| Campeonato de Fútbol de Asia Oriental | Campeonato de Fútbol de Asia Oriental | Campeonato de Fútbol de Asia Oriental | Campeonato de Fútbol de Asia Oriental | Campeonato de Fútbol de Asia Oriental | Campeonato de Fútbol de Asia Oriental | Campeonato de Fútbol de Asia Oriental | Campeonato de Fútbol de Asia Oriental |
| Año                                   | Ronda                                 | J                                     | G                                     | E                                     | P                                     | GF                                    | GC                                    |
| ------------------------------------- | ------------------------------------- | ------------------------------------- | ------------------------------------- | ------------------------------------- | ------------------------------------- | ------------------------------------- | ------------------------------------- |
| 2003                                  | Se retiró                             | Se retiró                             | Se retiró                             | Se retiró                             | Se retiró                             | Se retiró                             | Se retiró                             |
| 2005                                  | Tercer lugar                          | 3                                     | 1                                     | 1                                     | 1                                     | 1                                     | 2                                     |
| 2008                                  | Cuarto lugar                          | 3                                     | 0                                     | 2                                     | 1                                     | 3                                     | 5                                     |
| 2010                                  | No clasificó                          | No clasificó                          | No clasificó                          | No clasificó                          | No clasificó                          | No clasificó                          | No clasificó                          |
| 2013                                  | No clasificó                          | No clasificó                          | No clasificó                          | No clasificó                          | No clasificó                          | No clasificó                          | No clasificó                          |
| 2015                                  | Tercer lugar                          | 3                                     | 1                                     | 1                                     | 1                                     | 2                                     | 3                                     |
| 2017                                  | Cuarto lugar                          | 3                                     | 0                                     | 1                                     | 2                                     | 1                                     | 3                                     |
| 2019                                  | No clasificó                          | No clasificó                          | No clasificó                          | No clasificó                          | No clasificó                          | No clasificó                          | No clasificó                          |
| 2022                                  | No participó                          | No participó                          | No participó                          | No participó                          | No participó                          | No participó                          | No participó                          |
| Total                                 | 4/9                                   | 12                                    | 2                                     | 5                                     | 5                                     | 7                                     | 13                                    |

### Copa Desafío de la AFC
| Copa Desafío de la AFC | Copa Desafío de la AFC | Copa Desafío de la AFC | Copa Desafío de la AFC | Copa Desafío de la AFC | Copa Desafío de la AFC | Copa Desafío de la AFC | Copa Desafío de la AFC |
| Año                    | Ronda                  | J                      | G                      | E                      | P                      | GF                     | GC                     |
| ---------------------- | ---------------------- | ---------------------- | ---------------------- | ---------------------- | ---------------------- | ---------------------- | ---------------------- |
| 2006                   | No participó           | No participó           | No participó           | No participó           | No participó           | No participó           | No participó           |
| 2008                   | Tercer lugar           | 5                      | 4                      | 0                      | 1                      | 9                      | 1                      |
| 2010                   | Campeón                | 5                      | 3                      | 2                      | 0                      | 14                     | 2                      |
| 2012                   | Campeón                | 5                      | 5                      | 0                      | 0                      | 12                     | 1                      |
| 2014                   | No participó           | No participó           | No participó           | No participó           | No participó           | No participó           | No participó           |
| Total                  | 3/5                    | 15                     | 12                     | 2                      | 1                      | 35                     | 4                      |

## Palmarés

### Selección absoluta
- Copa Desafío de la AFC (2): 2010 y 2012
- Juegos Asiáticos (1): 1978
- Juegos GANEFO (2): 1965 y 1966
- Torneos amistosos: 
  - King's Cup (3): 1986, 1987 y 2002
  - Intercontinental Cup (1): 2019
  - VFF Cup (1): 2010
  - Copa de naciones comunistas (2): 1956 y 1959

## Proveedores
Desde 2014 y hasta el 2024, el proveedor oficial de la selección fue la marca de origen local Choeusu.
En enero de 2024, la asociación de futbol norcoreana firmó un acuerdo con la marca china Inlang.
| Años          | Proveedor |
| ------------- | --------- |
| 1948–1992     | Admiral   |
| 1992–2002     | Fila      |
| 2002–2003     | Nike      |
| 2003–2005     | Adidas    |
| 2005–2006     | Umbro     |
| 2006–2008     | Hummel    |
| 2008–2010     | ERKE      |
| 2010–2014     | Legea     |
| 2014–2024     | Choeusu   |
| 2024–presente | Inlang    |